# 国王城堡

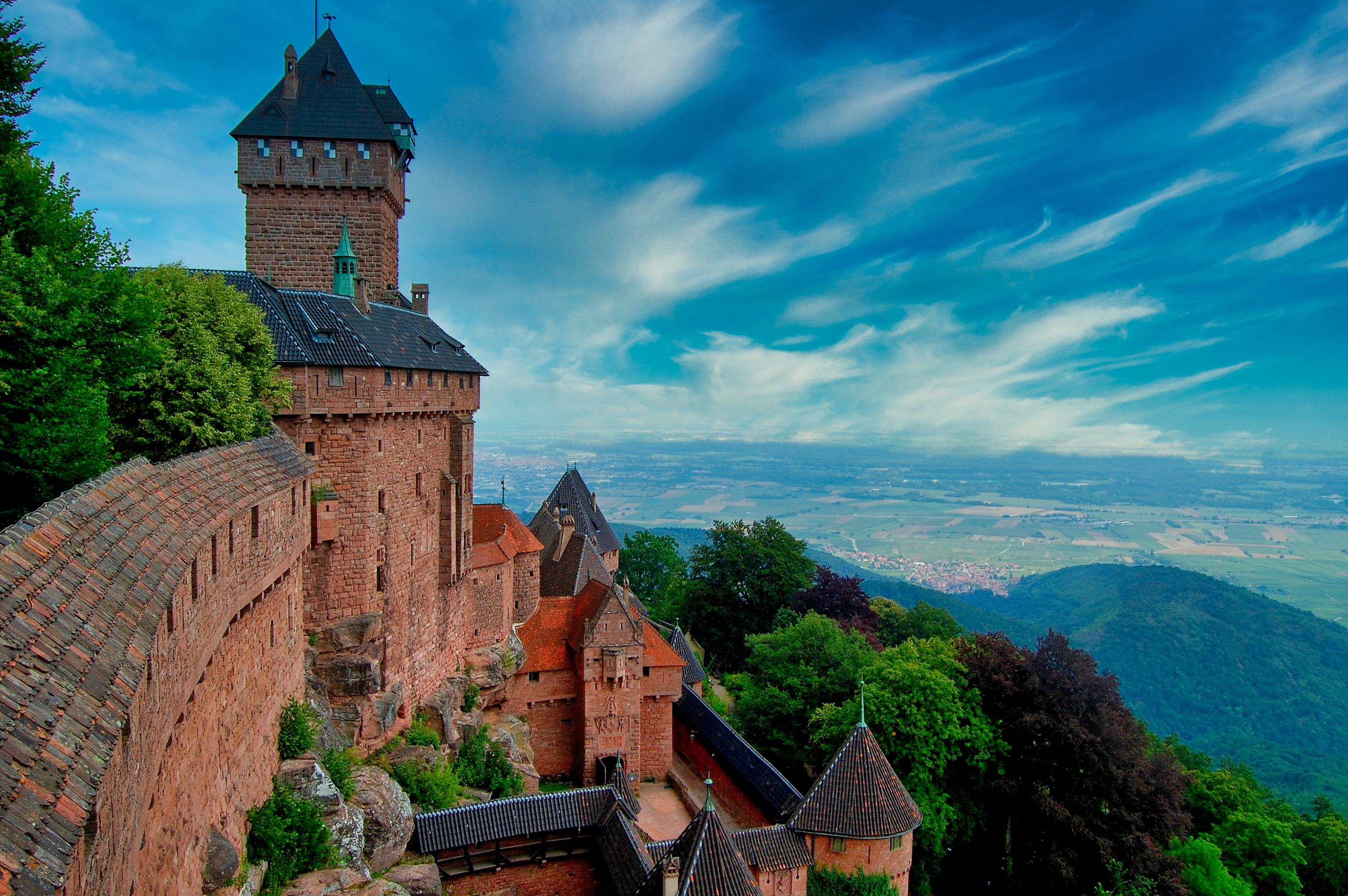
從城堡俯瞰阿尔萨斯平原以及黑林山

国王城堡（Château du Haut-Kœnigsbourg）是一座中世纪的城堡，位于法国阿尔萨斯下莱茵省的奥什维莱尔。它也位于塞莱斯塔以西的孚日山脉。

## 历史
人們并不清楚該城堡的確切建成時間。已知1147年当时僧侣们向法国国王路易七世投訴士瓦本的霍亨斯陶芬公爵腓特烈二世非法建造该城堡。而該城堡从中世纪开始被历代大国使用，直到三十年戰爭时被废弃。1900年到1908年期間，它在德国皇帝威廉二世的要求下被重建。今天，它是一个旅游景点，每年吸引超过50万名游客。